# Síndrome da fadiga crônica
A Síndrome da fadiga crônica (português brasileiro) ou crónica (português europeu), também conhecida por encefalomielite miálgica, é o nome mais comum dado a uma enfermidade ou enfermidades variavelmente debilitantes geralmente definidas por fadiga persistente não relacionada com exercício, não substancialmente aliviada por repouso e acompanhada pela presença de outros sintomas específicos por um mínimo de seis meses. O processo patológico na síndrome da fadiga crônica se apresenta como uma série de anormalidades dos sistemas neurológico, imunológico e endócrino. Embora classificada pela Organização Mundial de Saúde sob Doenças do sistema nervoso, a etiologia (causa de origem) da síndrome é atualmente desconhecida e não há teste laboratorial diagnóstico ou biomarcador. Fatores relacionados são: exposição a agentes tóxicos, sobrecarga emocional, envenenamento crônico por pesticidas, toxicidade por organofosforados, sensibilidade química múltipla.
Fadiga é um sintoma comum em muitas doenças, mas a síndrome da fadiga crônica é uma doença multissistêmica e é relativamente rara por comparação. Os sintomas incluem mialgia difusa e artralgia; dificuldades cognitivas; exaustão mental e física crônica, muitas vezes grave; e outros sintomas característicos em indivíduos previamente saudáveis e ativos. Pacientes com SFC podem relatar sintomas adicionais incluindo fraqueza muscular, hipersensibilidade, intolerância ortostática, distúrbios digestivos, depressão, resposta imune diminuta, e problemas cardíacos e respiratórios. Não está claro se esses sintomas representam condições comórbidas ou se são produzidos por uma etiologia subjacente à SFC. Todos os critérios diagnósticos requerem que os sintomas não sejam causados por outras condições médicas.
Estudos têm relatado números da prevalência da SFC que variam amplamente, de 7 a 3000 casos de SFC para cada 100.000 adultos. A qualidade de vida é "particular e unicamente prejudicada" na SFC, e recuperação completa da condição ocorre em apenas 5–10% dos casos.
Embora exista concordância nas genuínas ameaça à saúde, à felicidade, e à produtividade causadas pela síndrome da fadiga crónica, vários grupos médicos, pesquisadores e ativistas de pacientes promovem diferentes nomenclaturas, critérios diagnósticos, hipóteses etiológicas e tratamentos, resultando em controvérsias acerca de muitos aspetos da doença. O nome SFC, por si só, é controverso, uma vez que muitos pacientes e grupos de ativismo, assim como alguns especialistas, desejam a mudança da nomenclatura, pois creem que o nome síndrome da fadiga crônica não é adequado à gravidade da doença.